# Bisanda Buzurg
Bisanda Buzurg là một thị xã và là một nagar panchayat của quận Banda thuộc bang Uttar Pradesh, Ấn Độ.

## Nhân khẩu
Theo điều tra dân số năm 2001 của Ấn Độ, Bisanda Buzurg có dân số 10.568 người. Phái nam chiếm 55% tổng số dân và phái nữ chiếm 45%. Bisanda Buzurg có tỷ lệ 49% biết đọc biết viết, thấp hơn tỷ lệ trung bình toàn quốc là 59,5%: tỷ lệ cho phái nam là 58%, và tỷ lệ cho phái nữ là 37%. Tại Bisanda Buzurg, 18% dân số nhỏ hơn 6 tuổi.